# Place de la Victoire (Bordeaux)
Place de la Victoire (Piazza della Vittoria) è una delle piazze principali di Bordeaux, capoluogo del dipartimento della Gironda e della regione Aquitania. Situata all'ingresso della zona meridionale della città, a meno di 1km dalla cattedrale, è un importante centro nevralgico dove ogni giorno si incontrano lavoratori, turisti e studenti. È stata ideata dall'intendente francese Louis-Urbain-Aubert de Tourny nella seconda metà del XVIII secolo.
La piazza costituisce il punto d'inizio di alcuni dei viali principali di Bordeaux, tra i quali Rue Sainte-Catherine, Cours de la Marne e Cours de la Somme.

## Storia
Nel Medioevo, lo spazio sulla quale si estende l'attuale piazza era adibito a fiere e mercati e nel punto in cui sorge la Porta d'Aquitania si elevava la Porta di Saint-Julien. Nel 1231 venne costruito un ospedale per pellegrini e mendicanti, nel quale prestò servizio l'ordine ospedaliero benedettino dei Cavalieri Ospitalieri.
Nel 1753, l'intendente Louis-Urbain-Aubert de Tourny attuò un piano di modernizzazione di quest'area di Bordeaux. I vecchi edifici vennero demoliti, e la Porta di Saint-Julien venne sostituita da una porta moderna, dalla forma di un arco di trionfo; costruita in onore del giovane Saverio di Borbone, venne completata nel 1756 e venne chiamata Porta d'Aquitania.
Durante la rivoluzione francese, Place d'Aquitaine (nome precedente di Place de la Victoire) venne rinominata per un breve periodo Place de la Convention.
All'inizio del XX secolo, la piazza divenne uno dei luoghi principali della vita studentesca di Bordeaux e venne rinominata Place de la Victoire nel 1918, in seguito alla fine della prima guerra mondiale. La piazza rimase un punto d'incontro per migliaia di studenti durante tutto il secolo, nonostante lo spostamento di numerose sedi universitarie e scuole superiori nell'attuale campus di Talence-Pessac-Gradignan negli anni 60.
Il 17 giugno 2005 è stata innalzata una colonna in marmo rosso e in bronzo, realizzata dallo scultore Ivan Theimer per simboleggiare la centralità della piazza. La colonna è il primo monumento bordolese concepito come un omaggio al vino, bevanda per la quale la città è rinomata in tutto il mondo.